# Tornower Niederung
Das Naturschutzgebiet Tornower Niederung liegt auf dem Gebiet der Städte Calau und Lübbenau/Spreewald im Landkreis Oberspreewald-Lausitz in Brandenburg.
Das Gebiet mit der Kenn-Nummer 1593 wurde mit Verordnung vom 11. Juli 2005 unter Naturschutz gestellt. Das rund 852 ha große Naturschutzgebiet erstreckt sich südwestlich von Groß Beuchow, einem Ortsteil der Stadt Lübbenau/Spreewald. Unweit östlich liegt der 326 ha große Lichtenauer See und verläuft die A 13, nordöstlich verläuft die Landesstraße L 526 und südwestlich die L 52.